# Antoine de Noailles (admirał)
Antoni, 1 hrabia Noailles (ur. 4 września 1504, zm. 11 marca 1562 w Bordeaux) – francuski admirał oraz ambasador w Anglii w latach 1553–1556 podczas których prowadził walkę dyplomatyczną (nieskuteczną) z ambasadorem Hiszpanii Simonem Renardem.